# 박서양 (조선귀족)
박서양(朴敍陽, 1875년 음력 1월 26일 ~ 1944년 1월 1일)은 대한제국의 관료이며 일제강점기의 조선귀족이다. 자는 범약(範若)이다. 본관은 반남이다.

## 생애
조선 말기의 고위 관료였던 박제빈의 장남이다. 1894년부터 신교육을 받고 이듬해에는 관비유학생으로 뽑혀 일본의 게이오의숙 보통과에서 수학하였다.
1906년에 조선 인종과 인성왕후의 합장릉인 참봉에 임명되는 등 대한제국 말기에 관리로 근무했다. 1907년에 궁내부 참서관, 1908년에는 장례원 예식관에 올랐다. 훗날의 다이쇼 천황이 황태자 신분으로 조선을 시찰했을 때 환영을 위해 전현직 관리들이 조직한 신사회에도 참여하였다.
1910년에 한일 병합 조약 체결되고 아버지 박제빈은 일본 정부로부터 남작 작위를 받았다. 1921년에 박제빈이 사망하자 1922년 박서양이 남작위를 습작하였다.
박서양에게는 아들이 없어서 양자로 박승방을 입적시켰다. 박서양은 일제 강점기 중에 사망하였는데, 박승방이 습작을 거부하고 항일 운동에 자금을 댔다가 체포되기까지 했기 때문에 태평양 전쟁 종전 당시에는 조선귀족 작위가 끊어져 있었다.
2008년 민족문제연구소에서 친일인명사전에 수록하기 위해 정리한 친일인명사전 수록예정자 명단 중 조선귀족 부문에 선정되었으며 2009년 친일반민족행위진상규명위원회가 발표한 친일반민족행위 705인 명단에도 포함되었다.

## 참고자료
- 박서양(朴敍陽) - 국사편찬위원회